# 安西娅·斯图尔特
安西娅·斯图尔特（英語：Anthea Stewart，1944年11月20日—），津巴布韦女子曲棍球运动员。她曾代表津巴布韦国家队参加1980年夏季奥林匹克运动会曲棍球比赛，获得一枚金牌。她的儿子埃文·斯图尔特是跳水运动员。